# 1562 en philosophie
Chronologie de la philosophie
- 1558
- 1559
- 1560
- 1561
- 1562
- 1563
- 1564
- 1565
- 1566

L’année 1562 a été marquée, en philosophie, par les événements suivants :

## Publications
- Pierre de La Place : Traité Du droit usage de la philosophie morale avec la doctrine chrétienne, Paris, 1562 et Leyde, 1568.

## Naissances
- Oliva Sabuco de Nantes y Barrera, née en 1562 à Alcaraz où elle est morte aux environs de 1622, est une philosophe et écrivaine espagnole, auteure de traités de médecine et pionnière espagnole de la médecine psychosomatique et de la thérapie holistique.